# Polyptychus timesius
Polyptychus timesius är en fjärilsart som beskrevs av Stoll 1790. Polyptychus timesius ingår i släktet Polyptychus och familjen svärmare. Inga underarter finns listade i Catalogue of Life.